# دوغلاس لايتون
دوغلاس لايتون (بالإنجليزية: Douglas Layton)‏ هو فنان أمريكي، ولد في 1 نوفمبر 1950 في سافورد في الولايات المتحدة.